# إيل لامونت
إيل لامونت (بالإنجليزية: Elle LaMont)‏ هي ممثلة أمريكية، ولدت في سبتمبر 1981 في مقاطعة مكلينان في الولايات المتحدة.

## وصلات خارجية
- إيل لامونت على موقع IMDb (الإنجليزية)
- إيل لامونت على موقع قاعدة بيانات الفيلم (الإنجليزية)